# Mesa de Ciudadanía y Televisión Digital
La Mesa de Ciudadanía y Televisión Digital es una organización ciudadana que reúne a más de 20 ONG, sindicatos y otras organizaciones ciudadanas que trabajan por la calidad y el pluralismo de la Televisión Digital en Chile. 

## Historia
La organización fue creada en 2009, cuando un grupo de actores y dirigentes sociales, se reunió para exigir al Estado de Chile, que velara por la calidad de la televisión digital en Chile, en el contexto de la llegada de la Televisión Digital Terrestre (TDT) y la discusión que modifica la ley 18.838, también conocida como ley del CNTV

## Sistema organizativo
La Mesa funciona bajo un sistema de mesa redonda, donde cada una de las organizaciones envía a uno o más miembros como representante. Todos tienen derecho a voz y voto en las decisiones que toma la Mesa en sus reuniones periódicas. No existe una jerarquía institucional, solamente se designan voceros para algunas circunstancias especiales, como charlas, reuniones con parlamentarios y conferencias de prensa. El Coordinador de las actividades de la Mesa y principal vocero recibe el cargo de Secretario ejecutivo, rol que actualmente ejerce el comunicador audiovisual Juan Carlos Berner.     

## Organizaciones que conforman la Mesa
- Asociación chilena de ONG - Acción,
- Asociación de cortometrajistas de Chile,
- Asociación de Directores y guionistas,
- Asociación de Documentalistas de Chile,
- Asociación de productores cinematográficos,
- Asociación Mundial de Radios comunitarias - América Latina y el Caribe - AMARC Chile,
- Coalición chilena por la Diversidad cultural,
- Colegio de periodistas de Chile,
- Instituto de la Comunicación e Imagen de la Universidad de Chile,
- Corporación La Morada,
- Observatorio Ciudadano,
- Observatorio de Medios Fucatel,
- ONG Meta,
- Plataforma Audiovisual de Chile,
- Movimiento Por una TV educativa,
- Red de televisiones populares,
- Red de medios de los pueblos,
- Señal 3 La Victoria,
- Sindicato de actores de Chile,
- Sindicato de guionistas de Chile,
- Sindicato Nacional Interempresa de Profesionales y técnicos del cine y audiovisual,
- Trak Araucanía,
- Umbrales TV,
- Unión nacional de artistas - UNA.

## Representantes
Algunos miembros destacados y activos de la Mesa de Ciudadanía y TV digital son: Chiara Sáez y Patricia Peña del ICEI de la Universidad de Chile, Polo Lillo de la Señal 3 de La Victoria, Perla Wilson de La Morada, María Pía Matta de AMARC, Juan Carlos Berner del Movimiento Por una TV educativa, Edgardo Bruna de la Unión Nacional de Artistas, Lorena Donoso del Observatorio de Medios Fucatel y Jaime Mondría, Gestor cultural independiente. 

## Propuestas
Las propuestas de la Mesa de Ciudadanía y TV digital están resumidas en 11 puntos claves.

1 Transportador público
El Estado debe garantizar que exista un Canal de Televisión de Cobertura Nacional que transmita exclusivamente televisión educativa, cultural y comunitaria.

2 Composición CNTV y TVN
Debe modificarse la composición de los integrantes del Consejo Nacional de Televisión (CNTV) y del Directorio de Televisión Nacional (TVN), considerando el carácter más amplio que la televisión debe cumplir, al objeto de neutralizar la tendencia al actual cuoteo político, incorporando representantes de la producción independiente, las universidades y organizaciones sociales afines.

3 Obligación cable-operadoras
Las empresas de televisión de pago (televisión por cable) deben incorporar en sus paquetes básicos a los canales educativos, culturales y comunitarios que se transmitan en donde prestan sus servicios.

4 Definición de concesiones comunitarias
Las concesiones de carácter comunitario se deben otorgar mediante la decisión de un Comité Asesor del Consejo Nacional de Televisión especialmente constituido para esta función y que incluya a representantes de la respectiva comunidad.
Las concesiones comunitarias recaerán en personas jurídicas sin fines de lucro. Estas velarán por la promoción del desarrollo social y local, como del capital social y comunitario.
Las concesiones comunitarias deben ser indelegables, por lo que debe quedar prohibida su venta, cesión o transferencia.
Las concesiones comunitarias no deben ser administradas o gestionadas por organizaciones de carácter político
partidista o entidades religiosas regidas por la Ley N.º 19.638.

5 Prevención de la concentración del Espectro
Se debe garantizar la desconcentración de la propiedad de las concesiones de televisión en pocos operadores, por tanto, nadie puede tener más de una concesión de aquellas que utilizan espectro electromagnético en la misma zona de cobertura, porque el espectro electromagnético es escaso y un bien de uso público que nos pertenece a todos los chilenos.

6 Reserva Espectro
El Estado debe transparentar el espectro disponible y asegurar, por la vía de la reserva, que el 40% del total del espectro atribuido a televisión se destine a la transmisión de televisión educativa, cultural y comunitaria.

7 Reconocimiento legal de Televisoras Comunitarias
Considerando la actual existencia de canales comunitarios de televisión en plena operación, el Estado debe reconocer y validar su existencia.

8 Porcentaje producción independiente
Al menos un 40% de la programación deberá corresponder a creaciones audiovisuales de autores nacionales de producción independiente a las estaciones de televisión.

9 Fomento integral a la televisión educativa, cultural y comunitaria
Debe existir una política de fomento integral de la TV educativa, cultural y comunitaria que permita su desarrollo y gestión sustentable a futuro.

10 Gratuidad y libre recepción
Debe garantizarse la gratuidad en la recepción de la televisión digital.

11 Usos sociales de televisión digital
Deben garantizarse los usos sociales asociados a la televisión digital, tales como tele-gobierno, tele-educación y tele-medicina.